# Ачкасов, Михаил Васильевич
Михаил Васильевич Ачкасов (1865—1914) — полковник, участник Первой мировой войны.

## Биография
Родился 10 сентября 1865 года.
Образование получил в Михайловском Воронежском кадетском корпусе и 1-м военном Павловском училище. Выпущен 25 августа 1883 года во 2-й пехотный Софийский полк и 18 августа 1884 года произведён в подпоручики.
7 августа 1885 года Ачкасов был переведён в лейб-гвардии Гренадерский полк и 7 августа 1889 года получил чин поручика. Далее он был произведён в штабс-капитаны (5 апреля 1898 года) и капитаны (6 мая 1900 года).
В 1904—1905 годах Ачкасов был командирован на Дальний Восток, где принял участие в русско-японской войне, в 1906 году за отличие был награждён орденом св. Анны 3-й степени с мечами и бантом. По возвращении Ачкасов в течение семи с лишним лет командовал в лейб-гвардии Гренадерском полку ротой и затем батальоном. 13 апреля 1908 года был произведён в полковники.
После начала Первой мировой войны Ачкасов был назначен командиром 84-го пехотного Ширванского полка. Сражался на Западном фронте и 3 октября 1914 года, в самом начале Варшавско-Ивангородской операции был убит в бою. 15 апреля 1915 года Ачкасов был награждён орденом св. Георгия 4-й степени (посмертно).
Среди прочих наград Ачкасов имел ордена св. Владимира 4-й степени с бантом (1910 год), св. Станислава 2-й степени (1909 год) и св. Анны 2-й степени (1913 год).